# کوسارهدی
کوسارهِدی (به مجاری:  Kőszárhegy) یک شهرداری در مجارستان است. کوسارهدی ۵٫۹ کیلومتر مربع مساحت و ۱٬۴۶۷ نفر جمعیت دارد.